# Bergöfärjan
Berföfärjan är en linfärja (vajerfärja) som trafikerari Kvarken, mellan Bredskäret, i Korsnäs och ön Bergö i Malax. Färjan Vikare har trafikerat rutten sedan sommaren 2023.  Färjans lastkapacitet är 150 ton och den går enligt tidtabell. Kymen Saaristoliikenne Oy ansvarar för färjedriften medan färjan ägs av Trafikledsverket. Längden på färjeleden Bergö–Bredskäret är 1166 meter.
Färjeförbindelsen till Bergö infördes 1962, innan dess trafikerade färjan M/S Södern från Bergö till Vasa tre gånger i veckan. Den första linfärjan kom 1974. År 2004 transporterade Bergöfärjan nästan 125 000 fordon.
Vikare och dess systerfartyg Nestori, som är den nuvarande Arvinsalmifärjan, är bland de största linfärjorna i Finland och är båda ägda av Trafikledsverket.
För närvarande finns det bara två färjor Österbotten. Den ena är Bergöfärjan och den andra är Eskilsöfärjan mellan Kaskö och ön Eskilsö i  Närpes. 